# Ban Đệ (Ngao Hán tả dực kỳ)
Ban Đệ (chữ Hán: 班第; ? - 1647), Bác Nhĩ Tế Cát Đặc, người Mông Cổ Ngao Hán bộ, cháu đời thứ 21 của Thành Cát Tư Hãn, tướng lĩnh và Ngạch phò của Hậu Kim.

## Cuộc đời
Ông là cháu đời thứ sáu của Đạt Diên Hãn và Khả đôn Mandukhai, huyền tôn của Nạp Mật Khắc (纳密克), tằng tôn của Bối Mã Thổ Tạ Đồ (贝玛土谢图), cháu nội của Đại Thanh Đỗ Lăng (岱青杜楞). Cha ông là Tắc Thần Trác Lý Khắc Đồ (塞臣卓哩克图).
Năm Thiên Thông nguyên niên (1627), theo cha quy thuận Hậu Kim.
Năm thứ 5 (1631), theo quân Hậu Kim đánh Trận Đại Lăng Hà, đánh bại viện quân Cẩm Châu.
Năm thứ 6 (1632), chinh phạt Sát Cáp Nhĩ bộ, Quy Hóa thành (归化城) và Tuyên Phủ của nhà Minh.
Năm thứ 7 (1633), được Hoàng Thái Cực gả trưởng nữ (tức Cố Luân Ngao Hán Công chúa) cho, trở thành Cố Luân Ngạch phò.
Năm Sùng Đức nguyên niên (1636), ông tiếp nhận Trát Tát Khắc Đa La Quận vương (札萨克多罗郡王), trở thành Quận vương của Ngao Hán bộ.
Năm thứ 3 (1638), tháng 3, ông suất bộ chinh phạt Mông Cổ Khách Nhĩ Khách bộ Trát Tát Khắc Đồ hãn (札萨克图汗). Đến tháng 9, Hậu Kim chinh phạt nhà Minh, ông lại cùng quân Bát Kỳ phá được Tế Nam.
Năm thứ 4 (1639), Ban Đệ đi theo đại quân, tấn công nhà Minh tại Tùng Sơn.
Năm thứ 5 (1640), lại cùng sở bộ (quân đội của Ngao Hán bộ) suất chinh lưu vực Hắc Long Giang của Tác Luân bộ.
Năm thứ 6 (1641), theo quân đội Bát Kỳ vây khốn quân Minh tại quan ngoại Cẩm Châu Thành, lúc lưỡng Hồng Kỳ (Chính Hồng Kỳ cùng Tương Hồng Kỳ) và Tương Lam Kỳ bị quân Minh tập kích, ông suất Ngoại phiên Mông Cổ chư quân anh dũng đánh lui quân Minh mà được ban thưởng.
Năm thứ 7 (1642), ông lại một lần nữa xuất chinh đánh Minh triều đại thắng, tại Sùng Chính điện được Thái Tông tổ chức tiệc mừng công, ông lại hướng Thái Tông quỳ tiến rượu ngon, lại hiến ngựa, lạc đà, lông chồn, ưng, điêu linh các loại. Ngay lập tức, Thái Tông ngay tại thịnh yến lại luận công ban thưởng.
Năm Thuận Trị thứ 3 (1646), nhà Thanh dời đô đến Bắc Kinh, Ban Đệ lại suất bộ theo Hòa Thạc Dự Thân vương Đa Đạc bình định, truy kích và tiêu diệt các phần tử phản Thanh mà đầu phục Khách Nhĩ Khách Tô Ni Đặc bộ, đánh bại Thổ Tạ Đồ hãn và viện binh của Xa Thần hãn. Có lẽ là do bôn ba mệt mỏi mà đến năm thứ 4 (1647), Ngạch phò bất hạnh qua đời, hàm Quận vương do trưởng tử Mặc Nhĩ Căn Ba Đồ Lỗ Ôn Bố thừa tập.

## Gia quyến
Chính thê của Ban Đệ là Cố Luân Ngao Hán Công chúa, hoàng trưởng nữ của Hoàng Thái Cực. Tất cả người con của Ban Đệ đều do công chúa sinh, bao gồm 4 người con trai và 1 người con gái.
- Con trai:
  1. Ôn Bố (温布), được phong Mặc Nhĩ Căn Ba Đồ Lỗ (墨尔根巴图鲁), sau thừa tập hàm Quận vương xưng Ngao Hán bộ Đa la Mặc Nhĩ Căn Ba Đồ Lỗ Quận vương
  2. Mạc Nhĩ Kỳ (鄂其尔), được phong Tề Luân Ba Đồ Lỗ (齐伦巴图鲁)
  3. Đặc Cổ Tư (特古斯)
  4. An Tháp A Vưu Tây (安塔阿尤西)
- Con gái gả cho Tôn Tư Khắc, sinh được Tôn Thừa Vận và Tôn Thừa Ân. Tôn Thừa Vận sau lấy Hòa Thạc Khác Tĩnh Công chúa, con gái của Khang Hi.

Hậu duệ của hai người có một tằng tôn là La Bặc Tàng (罗卜藏) được phong Bối tử, trước cưới Huyện chúa là con gái thứ 7 của Hiển Thân vương Đan Trăn, sau cưới Huyện quân là con gái trưởng của Phụ Quốc công Bảo Thụ.